# Fuchsia fontinalis
Fuchsia fontinalis är en dunörtsväxtart som beskrevs av Macbride. Fuchsia fontinalis ingår i släktet fuchsior, och familjen dunörtsväxter. Inga underarter finns listade i Catalogue of Life.